# 2Hurt
I 2Hurt sono stati un gruppo musicale rock italiano formatosi a Roma nella seconda metà degli anni 2000, con influenze legate alla tradizione Roots rock e al Rock psichedelico statunitense e in particolare al genere Paisley Underground.

## Storia del gruppo
I 2Hurt nascono nel 2008 a Roma dall'incontro tra Paolo Bertozzi, fondatore e chitarrista dei Fasten Belt, e la violinista Laura Senatore.
Come duo registrano il primo album Words in Freedom per l'etichetta Helikonia Factory, che viene inserito tra i dieci migliori indipendenti del 2009 dalla rivista Il Mucchio' Nel 2010 esce l'EP A Better Day  ed entra in formazione il batterista Marco Di Nicolantonio alla batteria, anche lui ex-Fasten Belt.

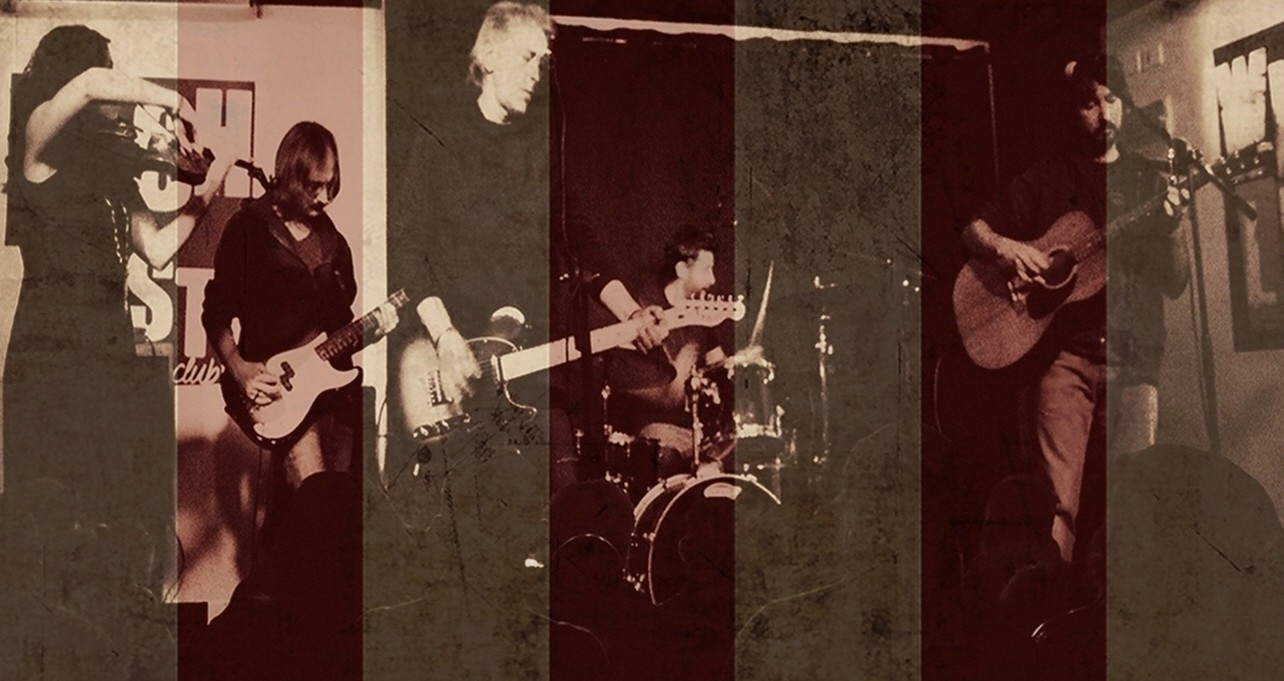
2Hurt live al Wishlist Club

Nel 2011 la band apre i concerti di Giant Sand e Dave Alvin, ex-The Blasters, e la formazione si completa con Giancarlo Cherubini al basso e Roberto Leone alla chitarra acustica. Dopo una serie di concerti nel 2012 vede la luce il secondo album in studio Heaven Isn't Gold recensito dalle riviste del settore come un disco in bilico tra ballate folk ed episodi più movimentati orientaleggianti o psych folk-blues.
Nel 2013 collaborano a Party of One, disco solista di Van Christian, ex membro di Naked Prey e Green on Red, pubblicato dalla neonata personale etichetta indipendente dei 2Hurt Lostunes Records. Nello stesso anno esce il terzo album intitolato Mexico City Blues, disco completamente strumentale con lo stesso Van Christian ospite in due brani ed ispirato all'omonima opera di Jack Kerouac.
Nel 2014 viene pubblicato On Bended Knee, quarto album in poco più di sei anni, distribuito in Europa dalla tedesca Cactus Rock Records. A fine anno 2015 è la volta di un doppio live intitolato Live Another Dope, registrato in diversi concerti tra il 2009 e il 2015.
Il 15 settembre 2017 esce il quinto album in studio Eat My Skin. Nel 2020 esce Vampire Wknd Interview, mentre nel 2022 è l'ora dell'ultimo album Let's Get Lost.
Nel 2022 la band decide di sciogliersi.

## Formazione

### Ultima formazione
- Paolo Spunk Bertozzi - voce, chitarra elettrica
- Laura Senatore - violino
- Marco Di Nicolantonio - batteria
- Roberto Leone - chitarra acustica
- Andrea Samonà - basso

### Altri componenti
- Giancarlo Cherubini - basso (2012-2018)

## Discografia

### Album in studio
- 2009 - Words in Freedom (Helikonia Factory)
- 2012 - Heaven Isn't Gold (Helikonia Factory)
- 2013 - Mexico City Blues (Lostunes Records/Goodfellas)
- 2014 - On Bended Knee (Lostunes Records/Goodfellas)
- 2017 - Eat My Skin (Lostunes Records/Goodfellas)
- 2020 - Vampire Wknd Interview (Lostunes Records/Goodfellas)
- 2022 - Let's Get Lost (Lostunes Records/Goodfellas)

### Album dal vivo
- 2015 - Live Another Dope (Lostunes Records/Cactus Rock Records)
- 2018 - Decade (Lostunes Records/Goodfellas)

### Ep
- 2010 - A Better Day (Helikonia Factory)